# Cisternas de la Malga
Las cisternas de la Malga o cisternas de La Mâalga son un conjunto de cisternas que figuran entre algunos de los elementos arquitectónicos más impresionantes del sitio arqueológico de Cartago en Túnez. Se trata de uno de los mejores conservados de la época romana.
Con una capacidad de 50 a 60.000 m³, las cisternas podían recibir el agua que provenía de una rama del acueducto de Zaghouan, cuyo trazo preciso aún resta por estudiar; estaban diseñadas para alimentar de agua a la ciudad más importante de la África romana en el Alto Imperio romano, en particular, el conjunto de las termas de Antonino. 

## Historia

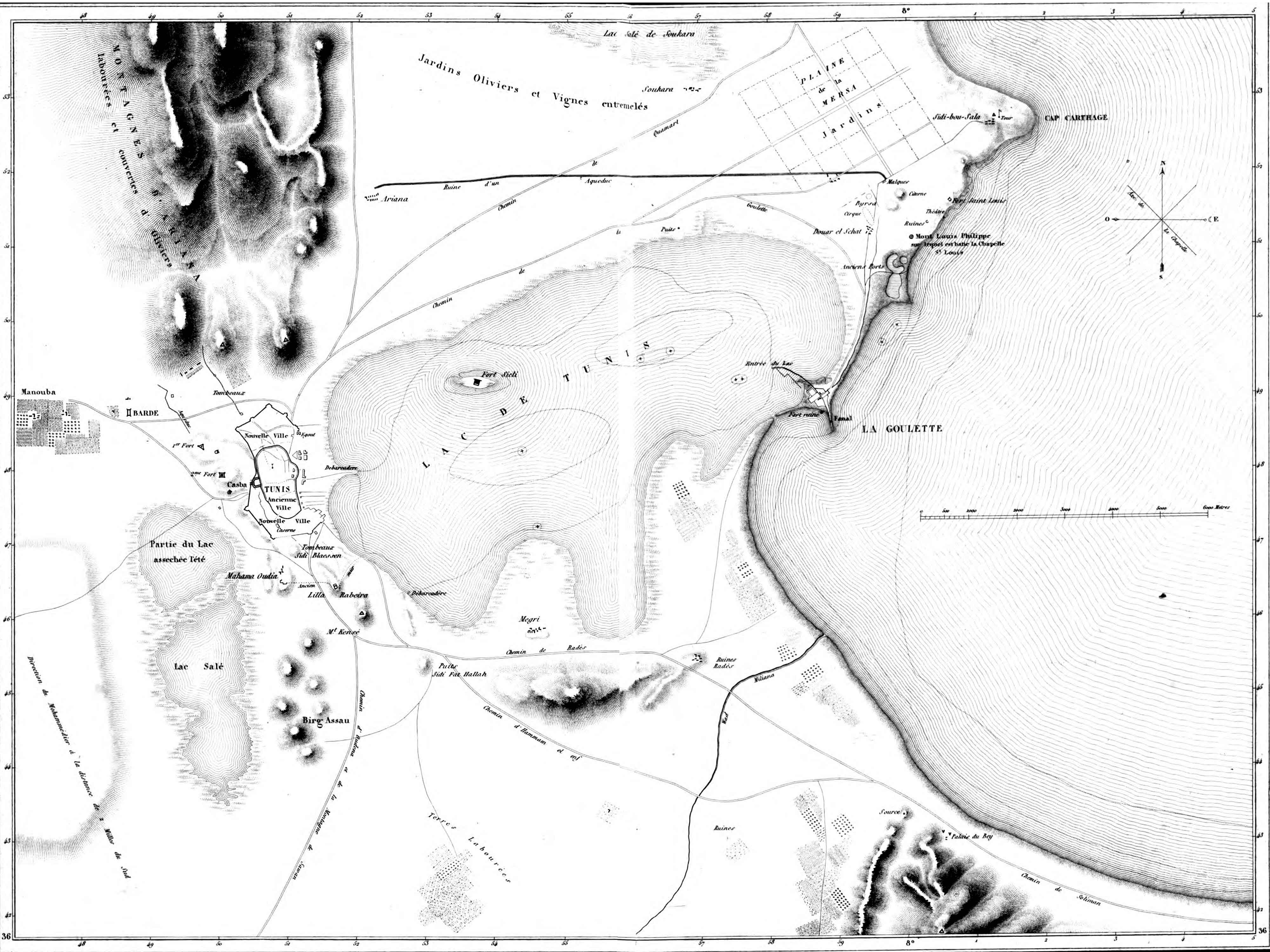
Trazado de las ruinas del acueducto (1838).

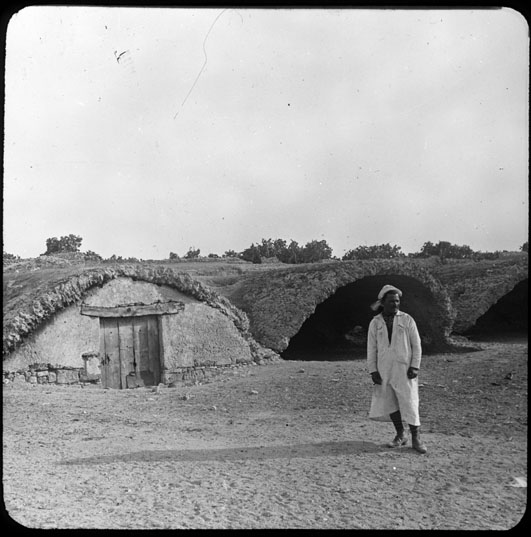
Fotografía antigua de una cisterna.

Al norte de la ciudad, en el borde de la antigua ciudad romana, se encuentran vastas cisternas relativamente bien conservadas. No eran las únicas en Cartago, ya que grandes cisternas existían también en las «cuencas de Amílcar» y las ubicadas sobre la colina de Bordj Djedid.
Desde la Edad Media, las cisternas fueron utilizadas como alojamientos provisionales, establos, graneros y sótanos por la población local, incluso tan tardíamente como en el siglo XX. Esta ocupación ha obstaculizado siempre el estudio científico del complejo.
Según Al-Idrisi, el número de cisternas se elevó a 24 sobre una sola línea y la longitud de cada una era de 130 paso y 26 de ancho, medida considerada muy importante por Henri Saladin. Según Christian Tuxen Falbe, se trata de quince cisternas de 430 pies de largo con, un poco al oeste, cuatro ruinas de cisternas; cada uno de estas 19 cuencas tenía una longitud de 300 pies.
La puesta en valor del sitio, con un estado de conservación excepcional, así como el establecimiento de un espacio museográfico dedicado está siendo planificado, sin que sea fácil obtener información al respecto.

## Descripción
El conjunto de cisternas tiene una forma rectangular de 127 por 102 metros, que cubre 12.945 m². Cada cisterna se compone de una cámara abovedada de 102 metros de largo, 7,4 metros de ancho y 7 metros de altura (sin el techo) con una capacidad total de 60.000 m3. Los compartimentos fijados eran quince y estaban dispuestos de forma paralela. Cada bóveda está atravesada por una decena de aberturas circulares. Una cisterna de repartición alineada perpendicularmente alimentaba a las otras cisternas; el ancho de la cisterna de repartición, un acueducto, rama del de 
Una división de tanques alineados perpendicularmente en los tanques restantes, a lo largo de la división de tanques, un acueducto, una rama del de Zaghouan, le suministraba agua por aberturas laterales. La presencia de numerosas aberturas circulares que coronan el techo de cada tanque sugiere que se trataba de aberturas de evacuación do de colecta de agua; sin embargo, es probable que estas cisternas hayan estado cubiertas por otra capa de edificios de colecta que recuerda los reservorios galo-romanos de doble nivel.
Las grandes cisternas estaban conectadas al amplio complejo de termas de Antonino por canalizaciones sobre todo subterráneas que utilizaban la fuerte pendiente del terreno.
En el entorno inmediato de las cisternas se encontraban otros elementos: el cementerio de los oficiales, la villa de Scorpiano y mausoleos, uno de los cuales fue reconstruido en una sala dedicada en el Museo Nacional del Bardo en la ciudad de Túnez.

Plano de las citernas
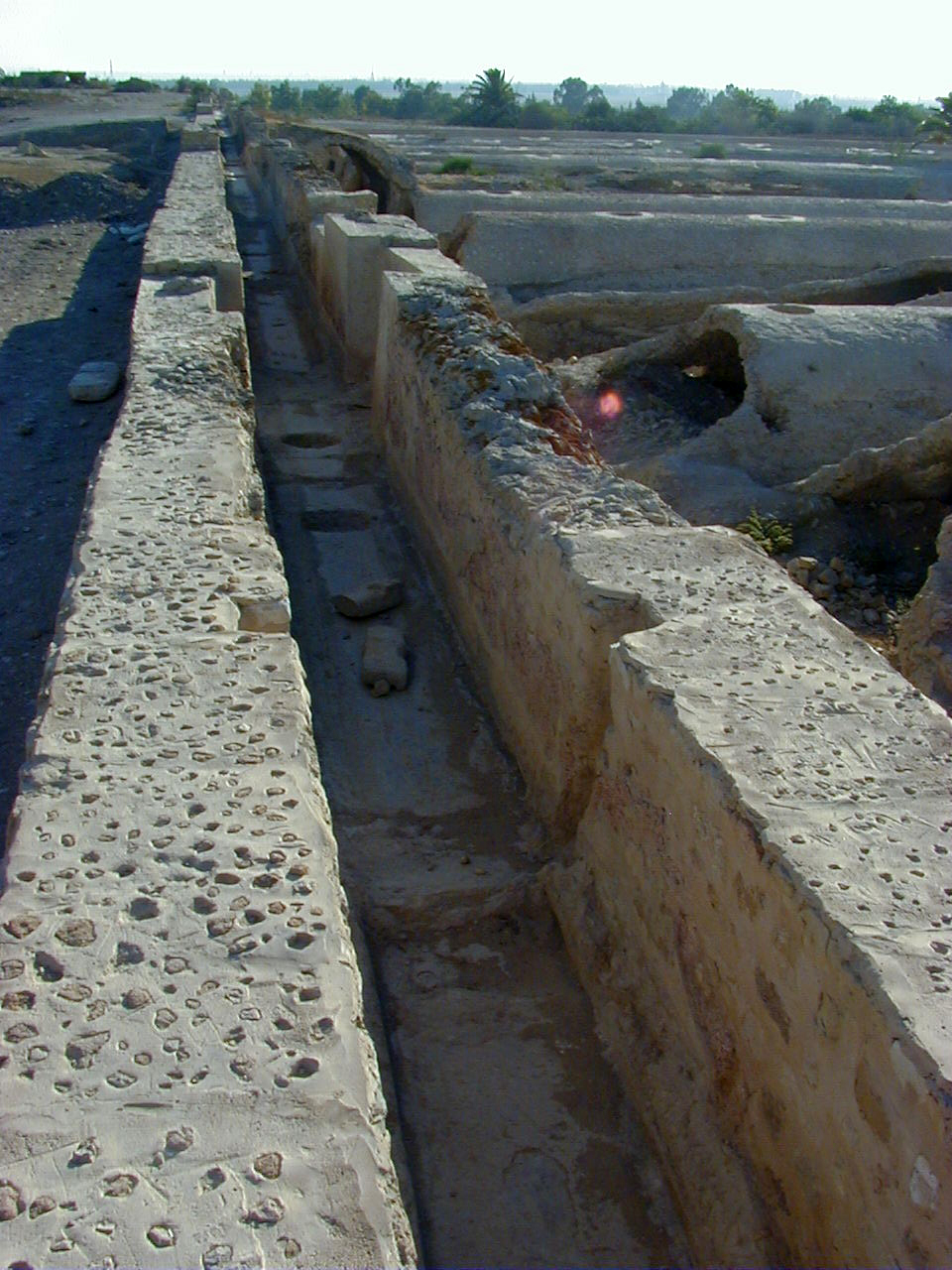
Vista sobre una canalización de reparto del agua del acueducto hacia las cisternas.
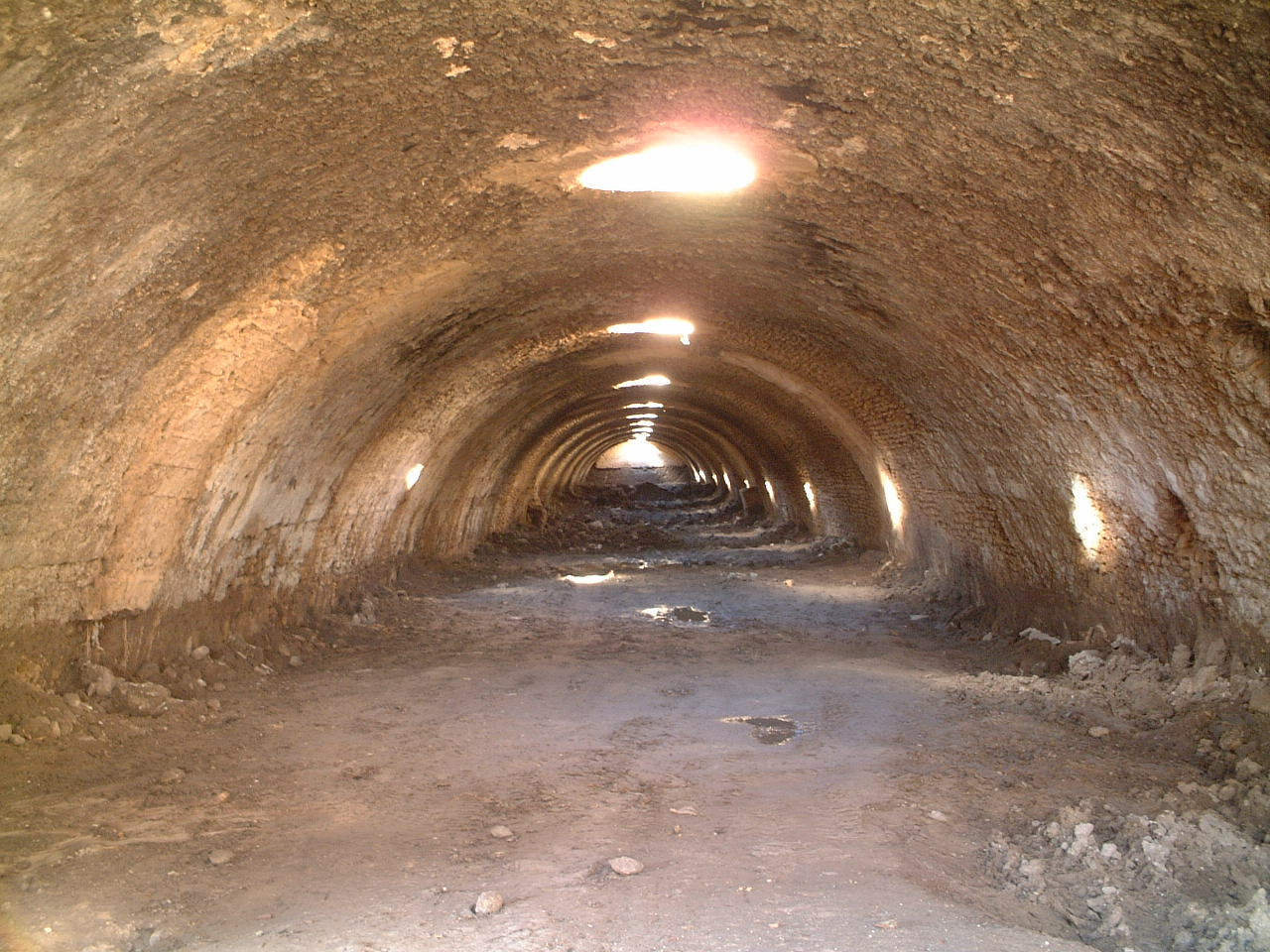
Interior de una de las cisternas
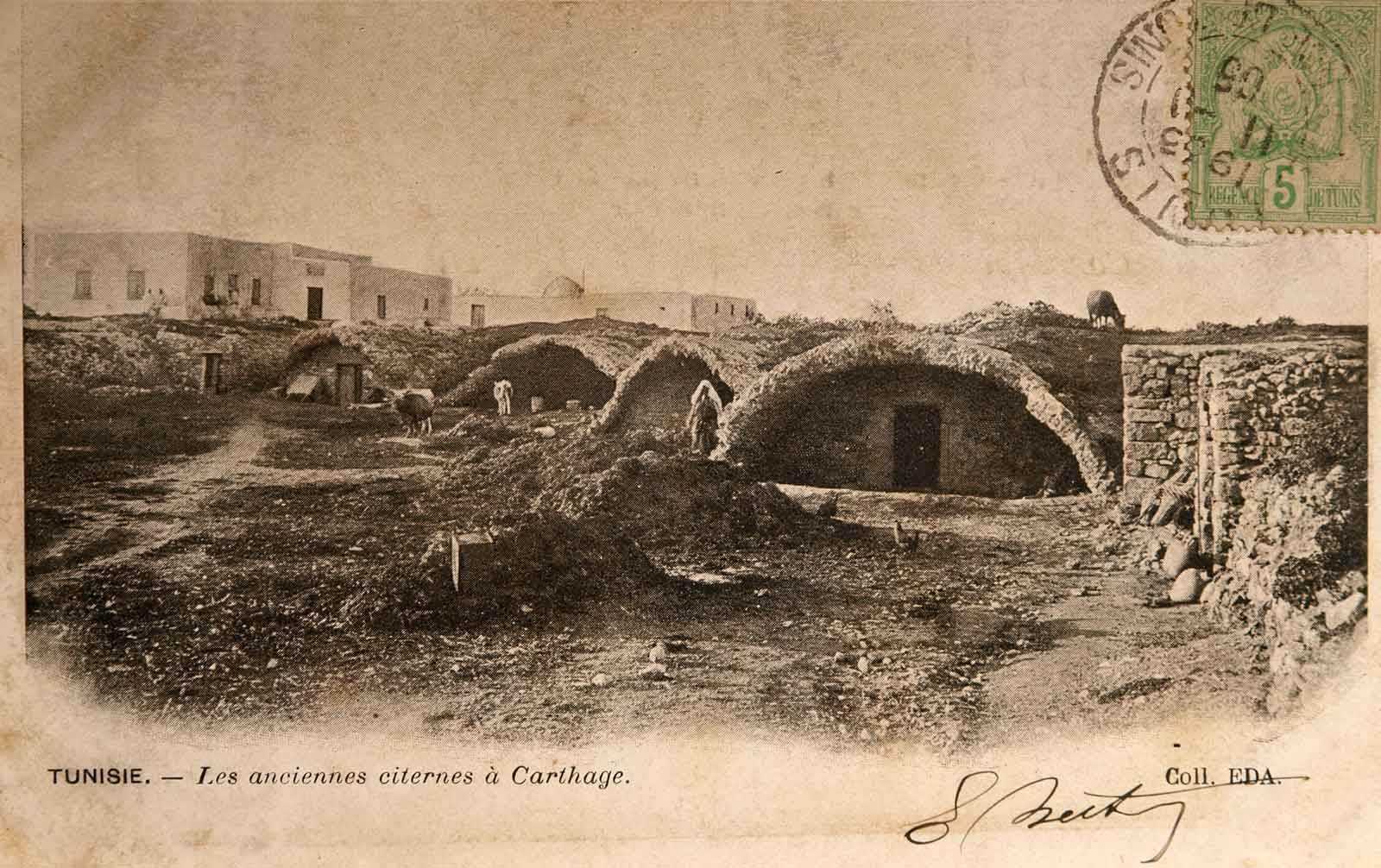
Vista antigua de la aldea.